# Crasville-la-Rocquefort
Pour les articles homonymes, voir Crasville.
Crasville-la-Rocquefort est une commune française située dans le département de la Seine-Maritime en région Normandie.

## Géographie

### Localisation
| Fontaine-le-Dun |                         | Gruchet-Saint-Siméon |
| Autigny         | Crasville-la-Rocquefort | Luneray Greuville    |
|                 | Brametot                | Vénestanville        |

Crasville occupe une position stratégique sur un mamelon qui commande la source du Dun à la limite du Talou et du Grand Caux, sur la route de Rouen à Veules-les-Roses.

### Hydrographie
La commune est située dans le bassin Seine-Normandie. Elle est drainée par le Dun,.
Le Dun, d'une longueur de 13 km, prend sa source dans la commune de Autigny et se jette  dans la Manche à Saint-Aubin-sur-Mer, après avoir traversé huit communes. 

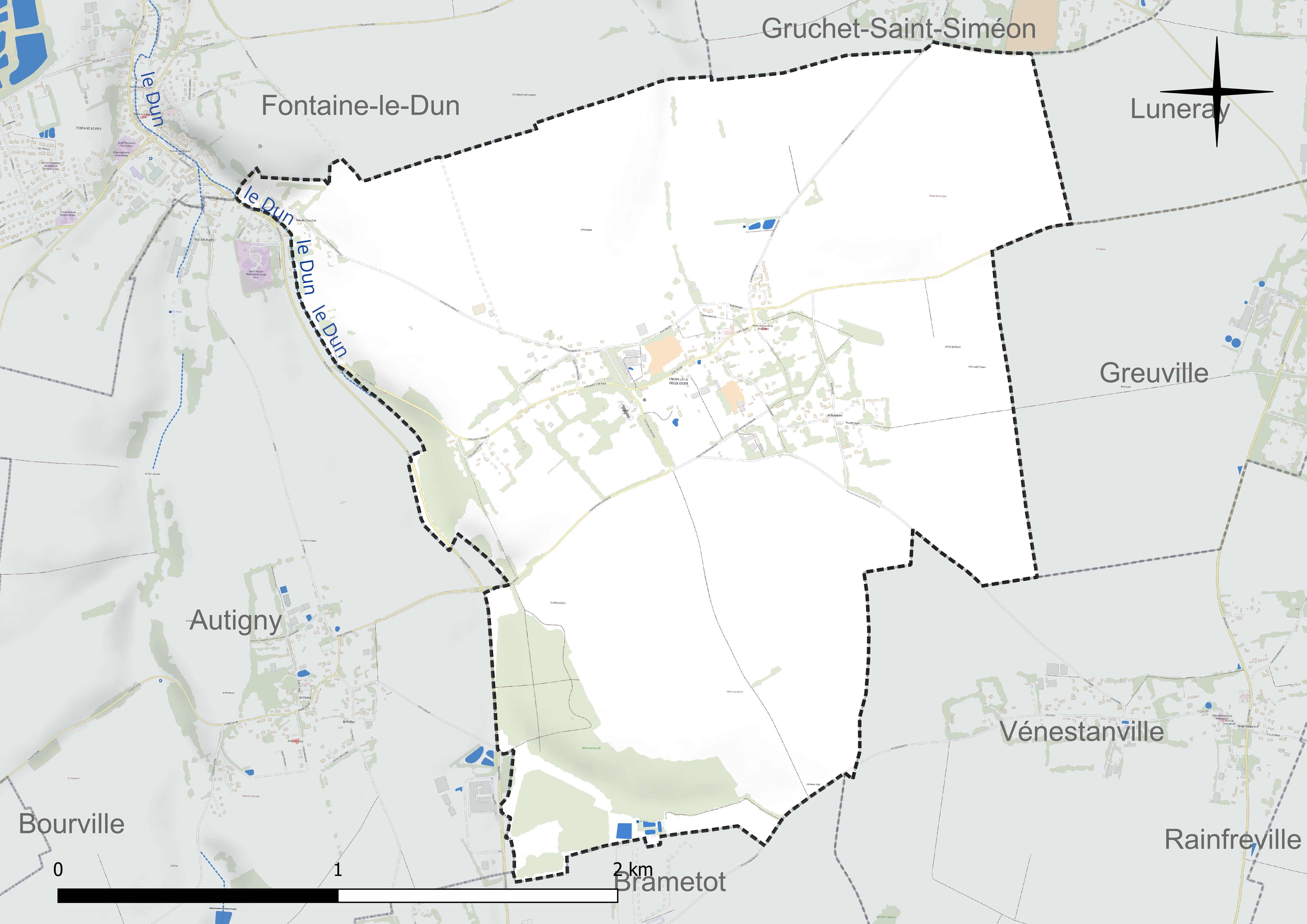
Réseau hydrographique de Crasville-la-Rocquefort.

### Climat
Pour des articles plus généraux, voir Climat de la Normandie et Climat de la Seine-Maritime.
En 2010, le climat de la commune est de type climat océanique franc, selon une étude du CNRS s'appuyant sur une série de données couvrant la période 1971-2000. En 2020, Météo-France publie une typologie des climats de la France métropolitaine dans laquelle la commune est exposée à un climat océanique et est dans la région climatique Côtes de la Manche orientale, caractérisée par un faible ensoleillement (1 550 h/an) ; forte humidité de l’air (plus de 20 h/jour avec humidité relative > 80 % en hiver), vents forts fréquents. Parallèlement le GIEC normand, un groupe régional d’experts sur le climat, différencie quant à lui, dans une étude de 2020, trois grands types de climats pour la région Normandie, nuancés à une échelle plus fine par les facteurs géographiques locaux. La commune est, selon ce zonage, exposée à un « climat maritime », correspondant au Pays de Caux, frais, humide et pluvieux, légèrement plus frais que dans le Cotentin.
Pour la période 1971-2000, la température annuelle moyenne est de 10,4 °C, avec une amplitude thermique annuelle de 12,9 °C. Le cumul annuel moyen de précipitations est de 925 mm, avec 13,4 jours de précipitations en janvier et 8,8 jours en juillet. Pour la période 1991-2020, la température moyenne annuelle observée sur la station météorologique la plus proche, située sur la commune de Dieppe à 19 km à vol d'oiseau, est de 11,3 °C et le cumul annuel moyen de précipitations est de 805,2 mm,. Pour l'avenir, les paramètres climatiques de la commune estimés pour 2050 selon différents scénarios d’émission de gaz à effet de serre sont consultables sur un site dédié publié par Météo-France en novembre 2022.

## Urbanisme

### Typologie
Au 1er janvier 2024, Crasville-la-Rocquefort est catégorisée commune rurale à habitat dispersé, selon la nouvelle grille communale de densité à sept niveaux définie par l'Insee en 2022.
Elle est située hors unité urbaine. Par ailleurs la commune fait partie de l'aire d'attraction de Luneray, dont elle est une commune de la couronne,. Cette aire, qui regroupe 8 communes, est catégorisée dans les aires de moins de 50 000 habitants,.

### Occupation des sols
L'occupation des sols de la commune, telle qu'elle ressort de la base de données européenne d’occupation biophysique des sols Corine Land Cover (CLC), est marquée par l'importance des territoires agricoles (87,7 % en 2018), une proportion identique à celle de 1990 (87,7 %). La répartition détaillée en 2018 est la suivante : 
terres arables (73,7 %), prairies (14 %), zones urbanisées (7,3 %), forêts (5,1 %). L'évolution de l’occupation des sols de la commune et de ses infrastructures peut être observée sur les différentes représentations cartographiques du territoire : la carte de Cassini (XVIIIe siècle), la carte d'état-major (1820-1866) et les cartes ou photos aériennes de l'IGN pour la période actuelle (1950 à aujourd'hui).

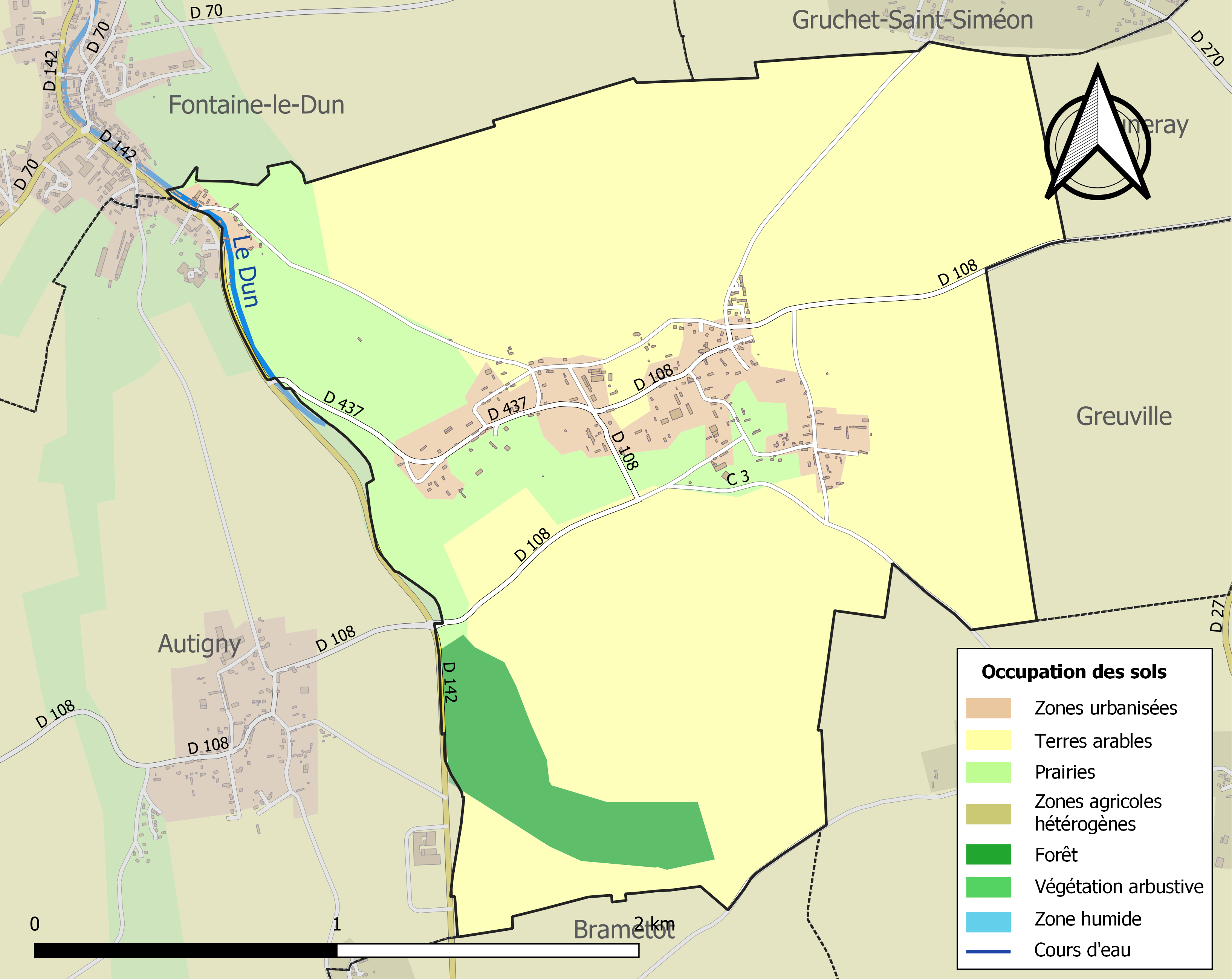
Carte des infrastructures et de l'occupation des sols de la commune en 2018 (CLC).

## Toponymie
Le nom de la localité est attesté sous les formes Apud Crasvillam vers 1132 ; Ecclesie Sancti Martini de Crasvilla en 1147 ; de Crasvilla à la fin du XIIe siècle ; In Crasvilla en 1198 ; Cravilla et Rochefort vers 1210 ; Ecclesia de Crassa Villa vers 1240 ; Monachus de Crasvilla en 1266 ; Prior de Crasvilla (variante Crassevilla) et Crasville en 1337 ; Crasville la Roquefort entre 1319 et 1398, entre 1403 et 1422 ; Crasville la Roqueffort en 1406 ; Crasville la Roquefort en 1431 (Longnon) ; Seigneurie de Crasville la Roquefort en 1461 ; Saint Martin de Crasville en 1552 et 1554 ; de Craville en 1516 ; Prioratus de Crasvilla Roqueforti en 1588 ; Craville la Roquefort entre 1711 et 1768 ; Saint Martin de Crasville la Roquefort en 1738 (Pouillé) ;  Crasville la Roquefort en 1715 (Frémont) ; Craville la Roquefort en 1757 (carte de Cassini) ; Crasville-la-Roquefort en 1953.
Voir Crasville (Manche)
Le déterminant complémentaire fait référence à la famille Rocquefort, « Crasville, celle de la famille Rocquefort ».

## Histoire
L'église Saint-Martin est mentionnée au XIIIe siècle. Les seigneurs de Crasville fondent un prieuré qu'ils donnent à l'abbaye de Tiron locelli (Thiron-Gardais (Eure-et-Loir)) en 1126. Jusqu'à la Révolution, Crasville est resté un prieuré-cure.

## Politique et administration
| Période                                  | Période                    | Identité          | Étiquette | Qualité                        |
| ---------------------------------------- | -------------------------- | ----------------- | --------- | ------------------------------ |
| Les données manquantes sont à compléter. |                            |                   |           |                                |
| 1902                                     | 10 octobre 1911            | Louis de Montfort |           | député puis sénateur.          |
| Les données manquantes sont à compléter. |                            |                   |           |                                |
| mars 2001                                | En cours (au 10 août 2020) | Patrice Faucon    |           | Réélu pour le mandat 2020-2026 |

## Démographie
L'évolution du nombre d'habitants est connue à travers les recensements de la population effectués dans la commune depuis 1793. Pour les communes de moins de 10 000 habitants, une enquête de recensement portant sur toute la population est réalisée tous les cinq ans, les populations de référence des années intermédiaires étant quant à elles estimées par interpolation ou extrapolation. Pour la commune, le premier recensement exhaustif entrant dans le cadre du nouveau dispositif a été réalisé en 2008.

En 2022, la commune comptait 207 habitants, en évolution de −4,61 % par rapport à 2016 (Seine-Maritime : +0,35 %, France hors Mayotte : +2,11 %).
| 1793 | 1800 | 1806 | 1831 | 1836 | 1841 | 1846 | 1851 | 1856 |
| ---- | ---- | ---- | ---- | ---- | ---- | ---- | ---- | ---- |
| 700  | 754  | 770  | 876  | 883  | 819  | 825  | 870  | 853  |

| 1861 | 1866 | 1872 | 1876 | 1881 | 1886 | 1891 | 1896 | 1901 |
| ---- | ---- | ---- | ---- | ---- | ---- | ---- | ---- | ---- |
| 872  | 773  | 705  | 638  | 553  | 525  | 528  | 522  | 522  |

| 1906 | 1911 | 1921 | 1926 | 1931 | 1936 | 1946 | 1954 | 1962 |
| ---- | ---- | ---- | ---- | ---- | ---- | ---- | ---- | ---- |
| 436  | 422  | 310  | 292  | 268  | 279  | 239  | 272  | 245  |

| 1968 | 1975 | 1982 | 1990 | 1999 | 2006 | 2008 | 2013 | 2018 |
| ---- | ---- | ---- | ---- | ---- | ---- | ---- | ---- | ---- |
| 222  | 223  | 230  | 300  | 269  | 232  | 222  | 219  | 211  |

| 2022 | - | - | - | - | - | - | - | - |
| ---- | - | - | - | - | - | - | - | - |
| 207  | - | - | - | - | - | - | - | - |

## Culture locale et patrimoine

### Lieux et monuments
- L'église Saint-Martin.
- Le château fait l'objet d'un classement au titre des monuments historiques depuis le 30 mars 1978[27].

### Personnalités liées à la commune

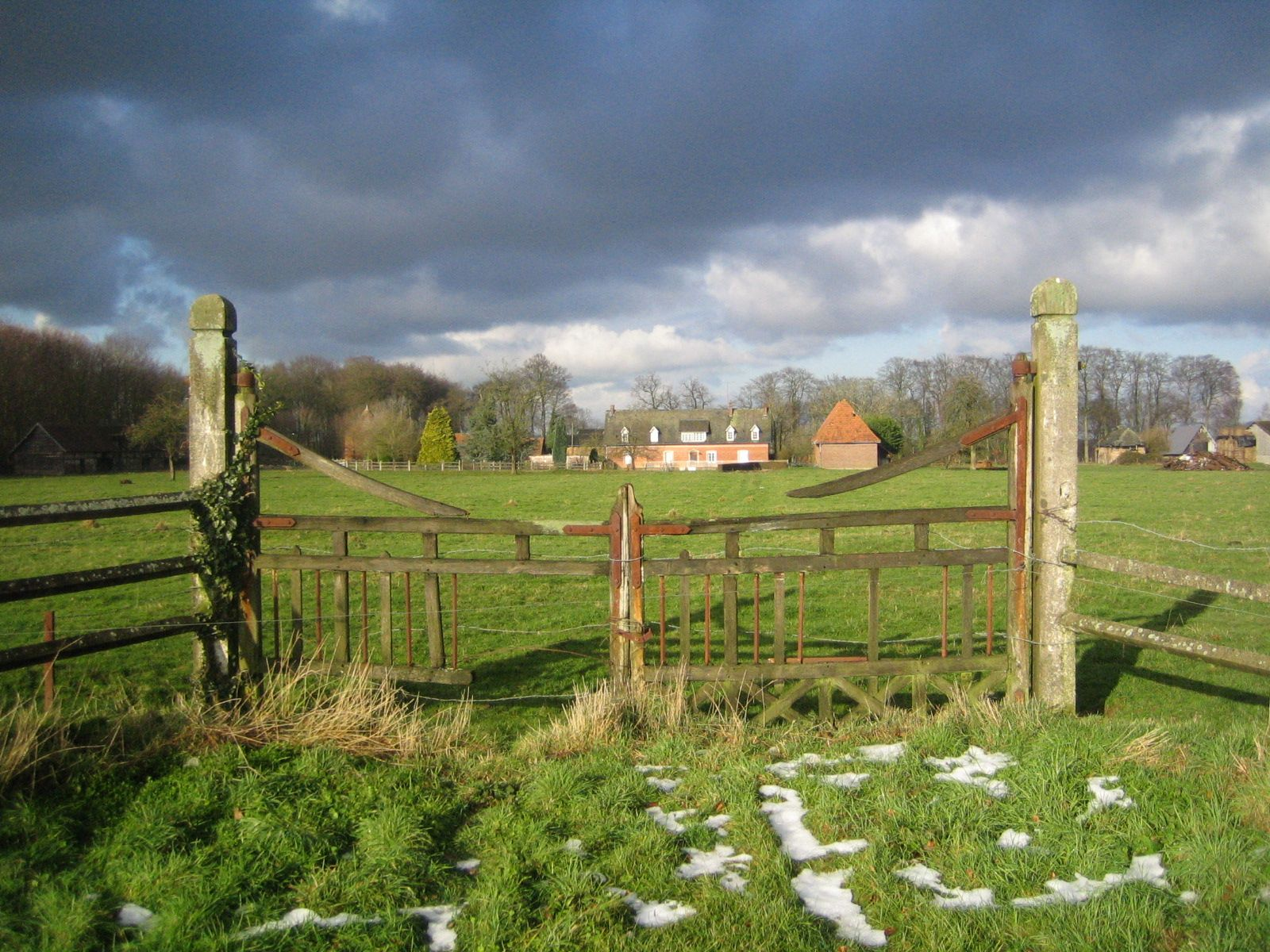
Ferme à Crasville-la-Rocquefort.

Le peintre et illustrateur François-Raoul Billon, dit Fred Money, avait une maison (avec son atelier d'été), à Crasville-la-Rocquefort. Il y venait souvent. 
Plusieurs de ses tableaux représentent la région. Par exemple : Sortie de messe à Crasville-La-Rocquefort (exposition du mois d'août 1991 à la salle des fêtes de la commune, avec le concours du conseil général de Seine-Maritime).